# Пуркерень (Попешть, Арджеш)
Пуркерень, Пуркерені (рум. Purcăreni) — село у повіті Арджеш в Румунії. Входить до складу комуни Попешть.
Село розташоване на відстані 76 км на захід від Бухареста, 50 км на південний схід від Пітешть, 105 км на схід від Крайови, 139 км на південь від Брашова.

## Населення
За даними перепису населення 2002 року у селі проживали 893 особи, усі — румуни. Усі жителі села рідною мовою назвали румунську.